# Lupita Tovar
Guadalupe Natalia "Lupita" Tovar, född 27 juli 1910 i Matías Romero i Oaxaca, död 12 november 2016 i Los Angeles, var en mexikansk skådespelerska. Hon upptäcktes som tonåring av den amerikanske regissören Robert J. Flaherty. Hon gjorde den kvinnliga huvudrollen i Drácula, den spanskspråkiga versionen av Dracula från 1931, och i Santa från 1932, Mexikos första ljudfilm. Hon var gift med filmproducenten Paul Kohner, mor till filmproducenten Pancho Kohner och skådespelerskan Susan Kohner, och mormor till filmregissörerna Paul Weitz och Chris Weitz.